# Aspitates ochrearia
Aspitates ochrearia är en fjärilsart som beskrevs av Rossi 1794. Aspitates ochrearia ingår i släktet Aspitates och familjen mätare. Inga underarter finns listade i Catalogue of Life.

## Bildgalleri

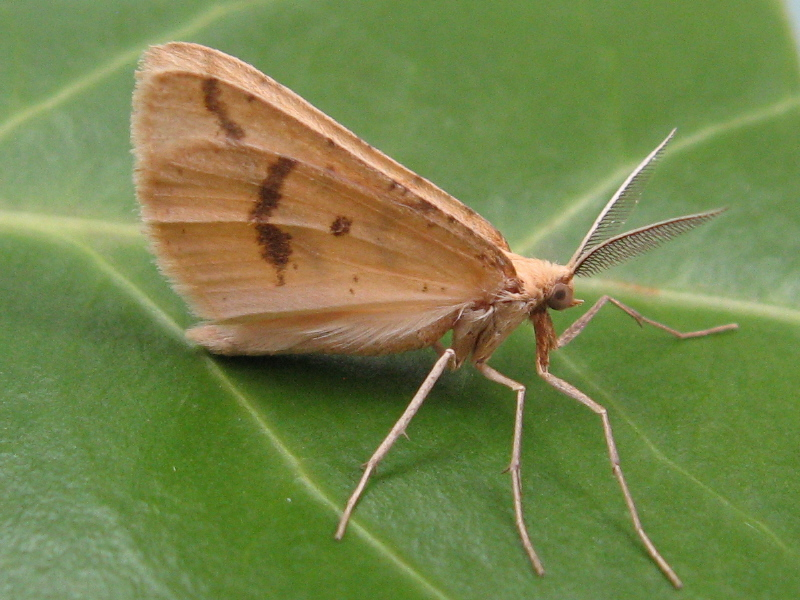
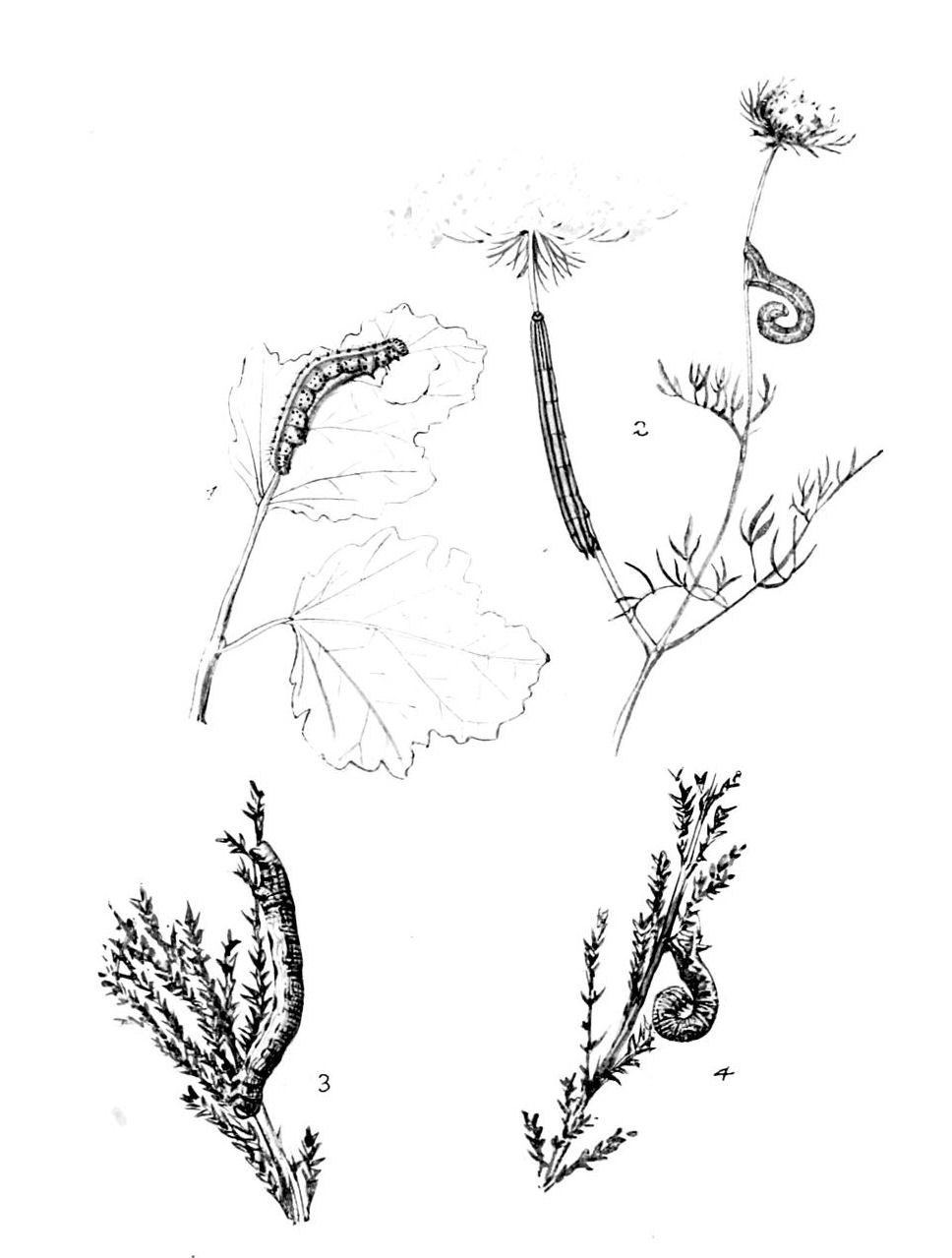
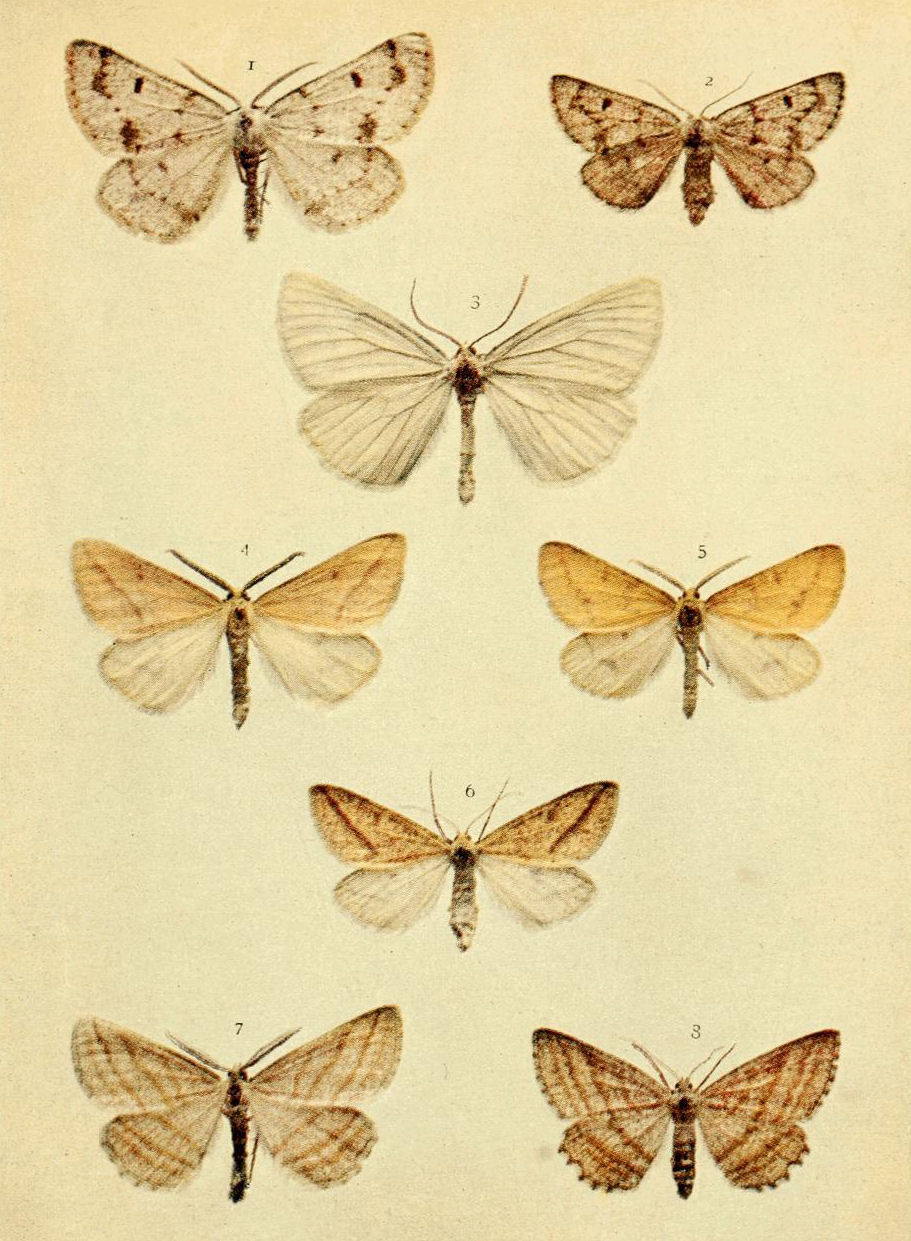